# Анділья
Анділья (ісп. Andilla) — муніципалітет в Іспанії, у складі автономної спільноти Валенсія, у провінції Валенсія. Населення — 300 осіб (2010).

## Географія
Муніципалітет розташований на відстані близько 260 км на схід від Мадрида, 55 км на північний захід від Валенсії.
На території муніципалітету розташовані такі населені пункти: (дані про населення за 2010 рік)
- Анділья: 120 осіб
- Артач: 7 осіб
- Осет: 64 особи
- Ла-Поблета: 109 осіб

## Демографія
Динаміка населення (INE ):

## Галерея зображень

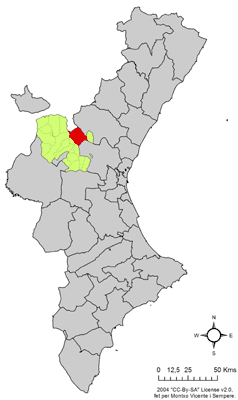
Розташування муніципалітету Анділья у автономній спільноті Валенсія
Розташування муніципалітету Анділья у комарці Лос-Серранос
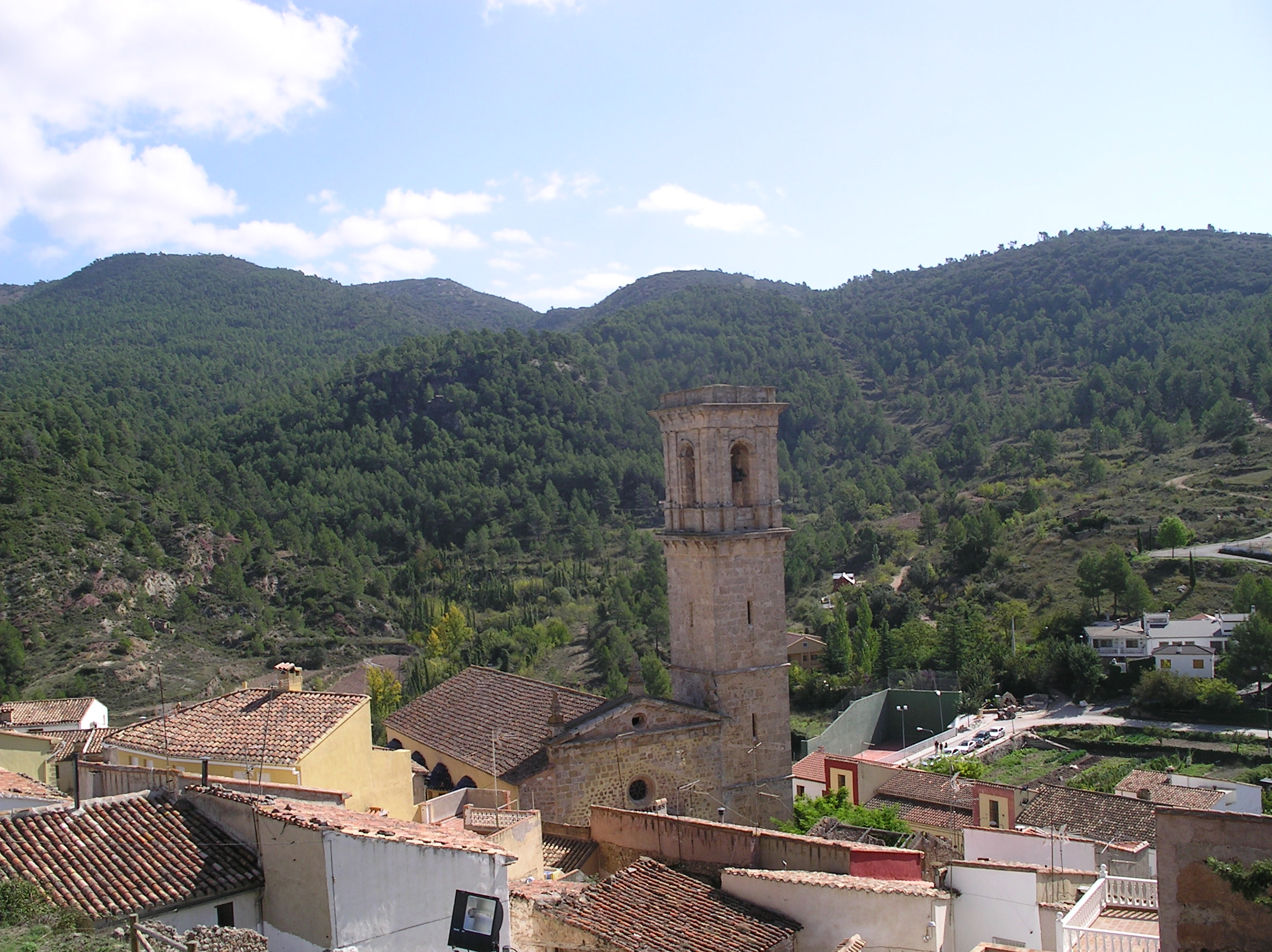
Анділья
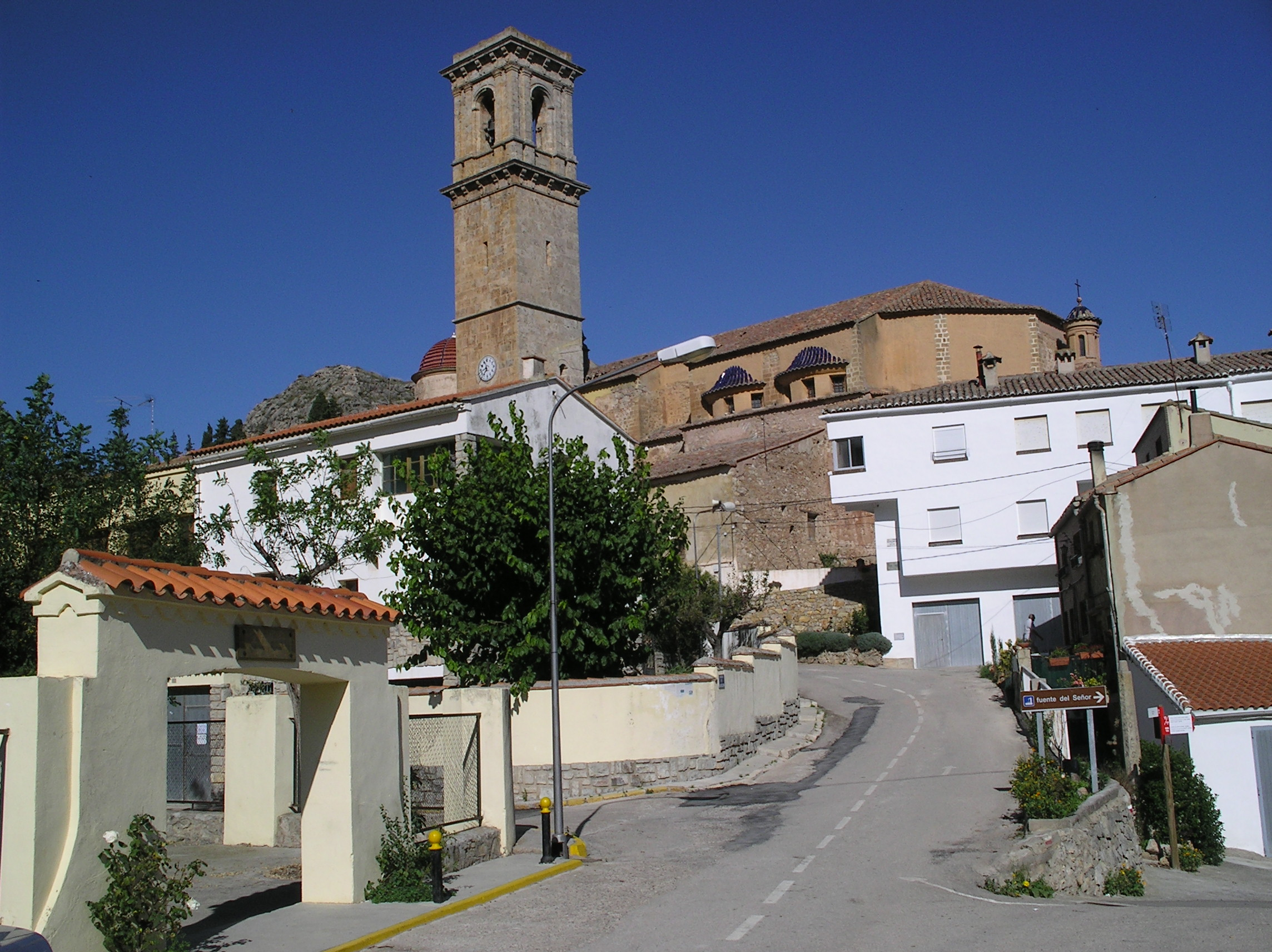
Анділья і парафіяльна церква Ла-Асунсьйон
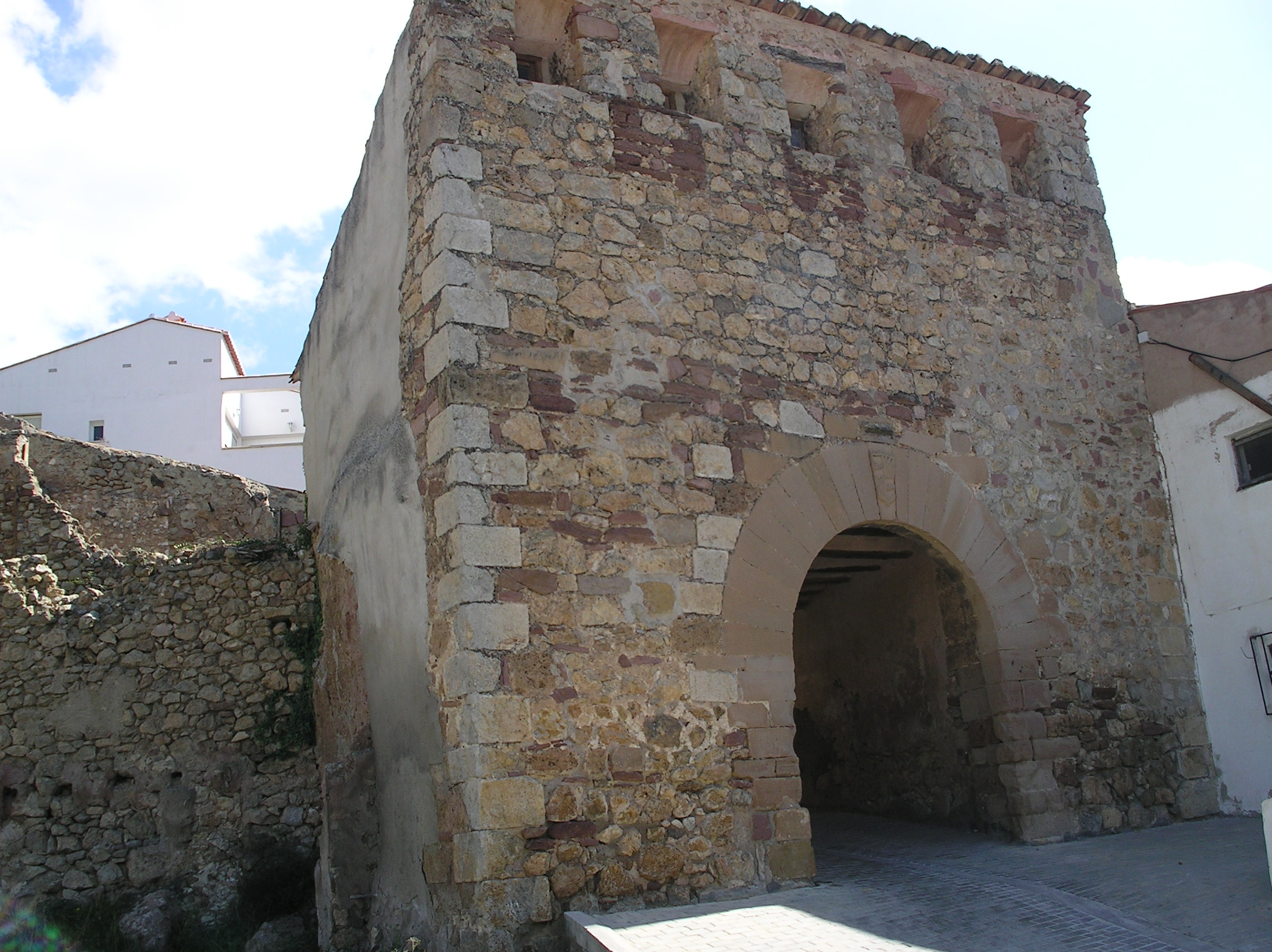
Руїни середньовічного муру